# Need for Speed
Need for Speed (срп. Потреба за брзином) је серија аркадних симулација вожње. Објављена је од стране Electronic Arts-а а развијена од стране различитих студија (EA Black Box, Criterion Games и Ghost Games). Прво издање је објављено 1994, а назив је добила по познатом цитату из филма Топ ган. Сва издања имају тркачка возила и разне стазе за тркање док нека укључују и полицијску потеру. Од Need for Speed: High Stakes такође је могуће и модификовати возило козметички и механички.
Need for Speed је најуспешнија тркачка видео игра у свету и једна од најуспешнијих видео-играчких франшиза. До сада је продато преко 150 милиона копија игара из ове франшизе.

## Издања
| Назив                   | Година | PC                | Конзола                      | Handheld                             | Издавач                                                         | Опис |
| ----------------------- | ------ | ----------------- | ---------------------------- | ------------------------------------ | --------------------------------------------------------------- | --- |
| The Need for Speed      | 1994   | DOS               | 3DO, Saturn, PS1             | N/A                                  | Pioneer Studios EA Canada                                       | 3ДО верзија прва да би изашла                                                                                  |
| Need for Speed II       | 1997   | Windows           | PS1                          | N/A                                  | EA Canada EA Seattle                                            | Први пут доступни прототипи.                                                                                   |
| NFS III: Hot Pursuit    | 1998   | Windows           | PS1                          | N/A                                  | EA Canada EA Seattle                                            | |
| NFS: High Stakes        | 1999   | Windows           | PS1                          | N/A                                  | EA Canada EA Seattle                                            | Road Challenge (Европа и Бразил)                                                                               |
| NFS: Porsche Unleashed  | 2000   | Windows           | PS1                          | GBA                                  | Eden Games EA Canada Pocketeers                                 | Porsche 2000 (Europe), Porsche (Germany, Latin America)                                                        |
| NFS: Hot Pursuit 2      | 2002   | Windows           | NGC, PS2, Xbox               | N/A                                  | EA Black Box EA Seattle                                         | |
| NFS: Underground        | 2003   | Windows           | NGC, PS2, Xbox               | GBA                                  | EA Black Box                                                    | |
| NFS: Underground 2      | 2004   | Windows           | NGC, PS2, Xbox               | GBA, Mobile, NDS, PSP1               | EA Canada                                                       | |
| NFS: Most Wanted        | 2005   | Windows           | NGC, PS2, Xbox, Xbox 360     | GBA, Mobile, NDS, PSP                | EA Black Box                                                    | |
| NFS: Carbon             | 2006   | Windows, Mac OS X | NGC, PS2, PS3, Xbox 360      | Mobile, NDS, PSP                     | EA Canada EA Black Box                                          | |
| NFS: ProStreet          | 2007   | Windows           | PS2, PS3, Wii, Xbox 360      | Mobile, NDS, PSP                     | EA Black Box                                                    | |
| NFS: Undercover         | 2008   | Windows           | PS2, PS3, Wii, Xbox 360      | Mobile, NDS, PSP, Windows Mobile     | EA Vancouver Exient Entertainment Firebrand Games Piranha Games | |
| NFS: Shift              | 2009   | Windows           | PS3, Xbox 360                | PSP, Mobile, Windows Mobile, Android | Slightly Mad Studios EA Bright Light                            | |
| NFS: Nitro              | 2009   | Шаблон:NA         | Wii                          | NDS                                  | Firebrand Games EA Montreal                                     | DSiWare верзија се зове Need for Speed: Nitro-X.                                                               |
| NFS: World              | 2010   | Windows           | N/A                          | N/A                                  | EA Singapore                                                    | Free-to-play MMO тркачка игара. Угашена 14. јула 2015.                                                         |
| NFS: Hot Pursuit        | 2010   | Windows           | PS3, Wii, Xbox 360           | Windows Phone, Android               | Criterion Games                                                 | Верзија за Wii направљена од Exient Entertainment-а.                                                           |
| Shift 2: Unleashed      | 2011   | Windows           | PS3, Xbox 360                | N/A                                  | Slightly Mad Studios                                            | Такође позната као Need for Speed: Shift 2 Unleashed                                                           |
| NFS: The Run            | 2011   | Windows           | PS3, Wii, Xbox 360           | 3DS                                  | EA Black Box                                                    | Верзије за Wii и 3DS направљене од Firebrand Games-а.                                                          |
| NFS: Most Wanted (2012) | 2012   | Windows           | PS3, Wii U, Xbox 360         | PS Vita, Android, iOS                | Criterion Games                                                 | Верзија за Wii U, која је изашла 2013, зове се Need for Speed: Most Wanted U.                                  |
| NFS: Rivals             | 2013   | Windows           | PS3, PS4, Xbox 360, Xbox One | N/A                                  | Ghost Games Criterion Games                                     | 21. октобра 2014, Need for Speed Rivals Complete Edition је изашао, са свим DLC пакетима и Pre-Order бонусима. |
| NFS: No Limits          | 2015   | N/A               | N/A                          | Android, iOS                         | Firemonkeys Studios                                             | |
| Need for Speed (2015)   | 2015   | Windows           | PS4, Xbox One                | N/A                                  | Ghost Games                                                     | |